# رستاخیز (مجموعه تلویزیونی کره جنوبی)
رستاخیز (انگلیسی: Resurrection؛‏ کره‌ای: 부활) یک مجموعه تلویزیونی محصول کره جنوبی در سال ۲۰۰۵ با بازی اوم ته وونگ و هان جی مین است. این مجموعه این داستان مردی است که وانمود می‌کند برادر دوقلوی همسان خودش است تا توطئهٔ مرگ پدرش را کشف کند و از قاتلانش انتقام بگیرد. این مجموعه از ۱ ژوئن تا ۱۸ اوت ۲۰۰۵، روزهای چهارشنبه و پنجشنبه ساعت ۲۱:۵۰ (کی‌اس‌تی) از کی‌بی‌اس۲ پخش شد.
این مجموعه نخستین بخش از سه‌گانهٔ انتقام از کارگردانی پارک چان هونگ و نویسنده کیم جی وو است که به دنبال آن لوسیفر در سال ۲۰۰۷ و کوسه در سال ۲۰۱۳ منتشر شد.

## بازیگران
- اوم ته وونگ در نقش سو ها اون/یو شین هیوک[۴]
  - کانگ سان در نقش کودکی سو ها اون
  - کواک جونگ ووک در تقش نوجوانی سو ها اون
- هان جی مین در نقش سو اون ها[۵]
  - پارک اون بین در نقش نوجوانی سو اون ها
- کانگ شین ایل در نقش سو جه سو
- کیم کاپ سو در نقش لی ته جون
- کیم کیو چول در نقش چوی دونگ چان